# گاپسلگا
گاپسلگا (انگلیسی: Gapselga) یک قله در استان لنینگراد کشور روسیه است.